# Menhetn (film)
Menhetn (engl. Manhattan) je američki film iz 1979. Režiser je Vudi Alen, a scenaristi su Vudi Alen i Maršal Brikman. U glavnim ulogama su Vudi Alen, Dajana Kiton, Majkl Merfi, Marijel Hemingvej i Meril Strip. Film je nominovan za dva Oskara.

## Radnja
U ljubavnom pismu reditelja Vudija Alena Njujorku, glavnu ulogu igra Alen kao frustrirani televizijski pisac Isak Dejvis, dva puta razveden, nezadovoljan, suočava se sa krizom srednjih godina nakon što ga je supruga Džil (Meril Strip) napustila zbog žene. Isak se zabavlja sa novom devojkom Trejsi (Mariel Hemingvej), srednjoškolkom za koju zna da nije za njega, i počinje da se pita da li bi on i spisateljica Meri (Dajan Kiton), ljubavnica njegovog najboljeg prijatelja, Jejla (Majkl Marfi), možda bili bolji par.

## Uloge
| Glumac                | Uloga                  |
| --------------------- | ---------------------- |
| Vudi Alen             | Ajzak Dejvis           |
| Dajana Kiton          | Meri Vilki             |
| Majkl Merfi           | Jel Polak              |
| Marijel Hemingvej     | Trejsi                 |
| Meril Strip           | Džil Dejvis            |
| En Bern               | Emili Polak            |
| Karen Ludvig          | Koni                   |
| Majkl O‘Donahju       | Denis, gost na zabavi  |
| Viktor Truro          | Gost na zabavi I       |
| Tiša Farou            | gošća na zabavi        |
| Helen Hant            | Helen, gošća na zabavi |
| Džozep Marija Domenek | Hulio DŽozep           |
| Bela Abzug            | posjetilac galerije 1  |
| Gari Vajs             | televizijski režiser   |
| Keni Vans             | Televizijski producent |

## Spoljašnje veze
- Menhetn на веб-сајту  (језик: енглески)